# Język una
Język una, także: goliath, langda – język transnowogwinejski używany w indonezyjskiej prowincji Papua, w regionach Langda, Bomela i Sumtamon (doliny Weip i Yay). Należy do grupy języków mek. Nazwa „mek” (oznaczająca wodę lub rzekę) określa szereg pokrewnych języków i kultur w regionie.
Według danych z 2006 roku posługuje się nim 5600 osób. Jest znany wszystkim członkom społeczności. Pozostaje preferowanym środkiem komunikacji w większości sfer życia. W użyciu jest także język indonezyjski.
Sporządzono opis jego gramatyki (1988). Jest zapisywany alfabetem łacińskim. Jego forma pisana powstała w wyniku działalności Summer Institute of Linguistics.